# Jon-Jonstjärnen
Jon-Jonstjärnen är en sjö i Filipstads kommun i Värmland och ingår i Göta älvs huvudavrinningsområde.